# Benavites
Benavites település Spanyolországban, Valencia tartományban. Benavites Almenara, Faura, Quartell és Sagunt községekkel határos. Lakosainak száma 661 fő (2024).

## Népesség
A település lakosságának változását az alábbi diagram mutatja:
| Lakosok száma | 623  | 649  | 624  | 637  | 634  | 632  | 613  | 619  | 667  | 661  |
|               | 2001 | 2004 | 2007 | 2009 | 2012 | 2014 | 2017 | 2019 | 2022 | 2024 |